# Lilian Jane Clarke
Lilian Jane Clarke (* 27. Januar 1866 in London; † 12. Februar 1934 in London) war eine britische Botanikerin.

## Werdegang
Lilian Jane Clarke besuchte die Highbury High School. Ihr großes Interesse an botanischen Fragestellungen führte zur Verleihung einer Goldmedaille für Botanik durch die Apothekergesellschaft im Jahr 1885. Ihr Studium absolvierte sie von 1887 bis 1894 am Royal College of Science und am University College in London. Nach Studienabschluss erhielt sie zusammen mit einem Forschungsstipendium eine Goldmedaille für Botanik. Clarke lehrte zunächst als Dozentin für Botanik an einem College und wurde in der Folge Prüferin an der Universität in London. 1896 wurde Clarke zur Science mistress der James Allen’s Girl’s School in Dulwich ernannt. Dort legte sie zu Lehrzwecken einen Botanischen Garten an. Er umfasste verschiedene Biotoptypen, wie einen Wald, eine Heidelandschaft, Moor, Sanddünen, Salzmarschen, Strände, Teiche, Süßwassermarschen, einen Feldweg, ein Kornfeld sowie Beete, die für Untersuchungen zur Systematik dienten. Diese Gartenanlage bildete auch das Thema ihrer Dissertation. Im Jahr 1917 wurde Clarke von der University of London promoviert.

## Wirken
Clarke galt als Pionierin für moderne Lehrmethoden der Botanik und Naturstudien an Schulen.
Beispiel hierfür ist der von ihr angelegte Botanische Garten. 1905 wurde Clarke zum Mitglied der Linnean Society ernannt. Sie hat mehrere Artikel in botanischen Fachzeitschriften veröffentlicht. 1935 veröffentlichte sie das Werk: Botany as Experimental Science in Laboratory and Garden.

### Belege
1. 1 2  Winfred E. Brenchley: Dr. Lilian Clarke in Nature 133, 24. März 1934, S. 439–440, Nachruf